# Femme en blanc au jardin
Femme en blanc au jardin, cuja tradução portuguesa é Mulher de Branco no jardim ou somente Mulher no jardim, é uma pintura do impressionista Claude Monet. Datado de 1867, é um óleo sobre tela, actualmente conservado pelo Museu do Hermitage, em São Petersburgo, na Rússia.

## Descrição
O quadro retrata uma mulher vestida de branco, sob a sombra do seu guarda-sol, de pé sobre a relva de um jardim, apreciando as flores. A tela exibe uma rica paleta de cores, baseada no verde, e um domínio soberbo sobre a luz e a conjugação desta com os elementos naturais.
A modelo do quadro é Marguerite Lecadre, prima do artista, e o jardim pertence à casa da modelo, em Le Havre, onde Monet e a família estavam hospedados e onde, dez anos antes, em 1857, tinha falecido a mãe de Monet.
A pintura é uma das mais célebres deste período de Monet, cujo interesse se voltava para mulheres em convívio no jardim. Femmes au jardin antecede esta pintura, e as duas antecedem o Impressionismo, criado em 1873. Neste quadro notam-se vagas passagens características da técnica impressionista que Monet exploraria após a formação oficial do grupo.